# Qui dove batte il cuore
Qui dove batte il cuore (Where the Heart Is) è un film del 2000 diretto da Matt Williams, basato sul romanzo di Billie Letts, tradotto in italiano col titolo La via del cuore.

## Trama
Novalee Nation è una diciassettenne con un passato difficile: la madre l'ha abbandonata quando aveva solo cinque anni e la ragazza è stata sempre accudita da estranei, senza mai conoscere l'affetto di una vera famiglia. Ha anche una grande avversione per il 5 perché le sono sempre capitate cose spiacevoli legate a quel numero. La storia inizia con Novalee incinta di sette mesi e in procinto di partire con il fidanzato Willy Jack Pickens per la California. Willy Jack è soltanto un rozzo fannullone appassionato di musica, ma per Novalee rappresenta la speranza di un nuovo inizio e di formare quella famiglia che lei non ha mai avuto.
Durante il viaggio Willy Jack, che non ha mai avuto davvero intenzione di occuparsi né della fidanzata né del bambino, rivela la sua vera natura e abbandona Novalee in un centro commerciale Wal-Mart a Sequoyah, in Oklahoma. Novalee, passato lo sgomento iniziale, si adatta a vivere di nascosto nel Wal-Mart e trascorre le giornate girovagando per la città. La ragazza fa così amicizia con alcuni degli abitanti, tra cui il burbero bibliotecario Forney, la gentile "Sorella" Thelma e il fotografo Moses. Dopo sei settimane, Novalee entra in travaglio e durante la notte partorisce nel Wal-Mart una bambina con l'aiuto di Forney, che, avendo scoperto per caso che la ragazza abita al Wal-Mart e vedendola in difficoltà, fa irruzione nel locale sfondando una vetrata.
Willy Jack, nel frattempo, è stato arrestato con l'accusa di aver adescato una quattordicenne e passa il tempo in carcere scrivendo canzoni. Rilasciato, il ragazzo arriva a Santa Fe, dove viene scritturato da una manager locale, l'eccentrica Ruth Meyers. Willy Jack, apparentemente, riesce così a realizzare il proprio sogno di diventare un cantante, ma la sua carriera si limiterà a brevi apparizioni in squallidi locali.
Novalee, dopo aver partorito, si risveglia nell'ospedale di Sequoyah accudita dalla simpatica infermiera Lexie, madre nubile di quattro figli. La ragazza scopre con stupore che molta gente da tutta l'America ha saputo della sua storia e qualcuno le ha persino fatto avere del denaro; tuttavia in quel momento ricompare la madre di Novalee, dicendo di volerla aiutare, e la ragazza ingenuamente le consegna tutti i suoi soldi. La donna sparisce insieme al denaro e Novalee si ritrova ancora una volta al verde e senza una casa; fortunatamente, la ragazza viene accolta da "Sorella" Thelma e dal suo compagno e le viene offerto addirittura un impiego a tempo pieno come commessa al Wal-Mart. Per Novalee e la sua bambina, che ha chiamato Americus, le cose iniziano finalmente a mettersi per il meglio.
Passati alcuni anni, Novalee si è ormai integrata nella comunità di Sequoyah. Lexie è diventata la sua migliore amica, e ha stretto un bel rapporto anche con Forney. Quest'ultimo si è innamorato di Novalee, ma la ragazza, pur ricambiandolo, sceglie di non incoraggiarlo, sentendo di non essere alla sua altezza. Forney, infatti, è un giovane molto colto e intelligente che ha dovuto interrompere gli studi per assistere la sorella alcolizzata; alla morte di quest'ultima, Forney ha la possibilità di riprendere l'università, ma è disposto a rinunciarvi per amore di Novalee. La ragazza, per non essere di ostacolo al suo futuro, gli mente, negando di amarlo, e Forney lascia Sequoyah.
Novalee, con il tempo, ha scoperto di avere un enorme talento per la fotografia. Alla morte di "Sorella" Thelma, deceduta a causa di un tornado, scopre che Thelma le ha lasciato in eredità tutto il suo patrimonio; il denaro le permetterà di costruire una nuova casa tutta per sé e Americus e di diventare una fotografa a tempo pieno. Novalee riuscirà anche ad ottenere un prestigioso riconoscimento grazie ad una fotografia di Americus e dedicherà il premio alla memoria di Thelma.
Willy Jack, che nel frattempo continua la sua mediocre carriera di cantante, perde ogni cosa, incluso il sostegno di Ruth Meyers. Il ragazzo cade in disgrazia dopo che un tale Tommy Reynolds, che era stato suo compagno di cella quando era stato in carcere, gli ha intentato causa sostenendo di essere lui il vero autore di una delle canzoni, e peraltro unico successo, di Willy Jack. Una sera, mentre vaga ubriaco nei pressi di una ferrovia perseguitato dal ricordo di Novalee, cade sui binari e viene investito da un treno, perdendo le gambe.
Novalee viene a sapere casualmente del destino di Willy Jack leggendo il giornale e va a trovarlo in ospedale. Willy Jack, distrutto e roso dai rimorsi, le confessa una menzogna che le raccontò il giorno in cui l'abbandonò al Wal-Mart: Novalee gli fece posare la mano sul pancione e gli chiese se sentisse il battito del cuore del bambino, ma Willy Jack negò, mentendo, e quell'unica bugia bastò a cambiare per sempre le vite di entrambi. Willy Jack ancora non sa spiegarsi il perché di quello che ha fatto, ma ammette di aver capito che non vale mai la pena mentire, non importa quale sia il motivo. Novalee capisce così di aver commesso lo stesso sbaglio con Forney e lo raggiunge, rivelando di averlo sempre amato ma di avergli mentito perché convinta che meritasse qualcuno migliore di lei. I due riuniti, si sposano pochi mesi dopo nel Wal-Mart di Sequoyah, dove tutto ha avuto inizio.